# Plimoth Patuxet
Plimoth Plantation är ett museum i Plymouth i Massachusetts. Det startades 1947 av Henry Hornblower II, som växt upp i området, och skildrar pilgrimerna och skapandet av den ursprungliga Plymouthkolonin.

### Fotnoter
1. ↑  James W. Baker (11 mars 1996). ”As Time Will Serve” (på engelska). Historic New England. Arkiverad från originalet den 22 februari 2016. https://web.archive.org/web/20160222053031/http://www.historicnewengland.org/preservation/your-older-or-historic-home/articles/pdf71.pdf. Läst 7 november 2015.